# Dämmerwald (Waldgebiet)

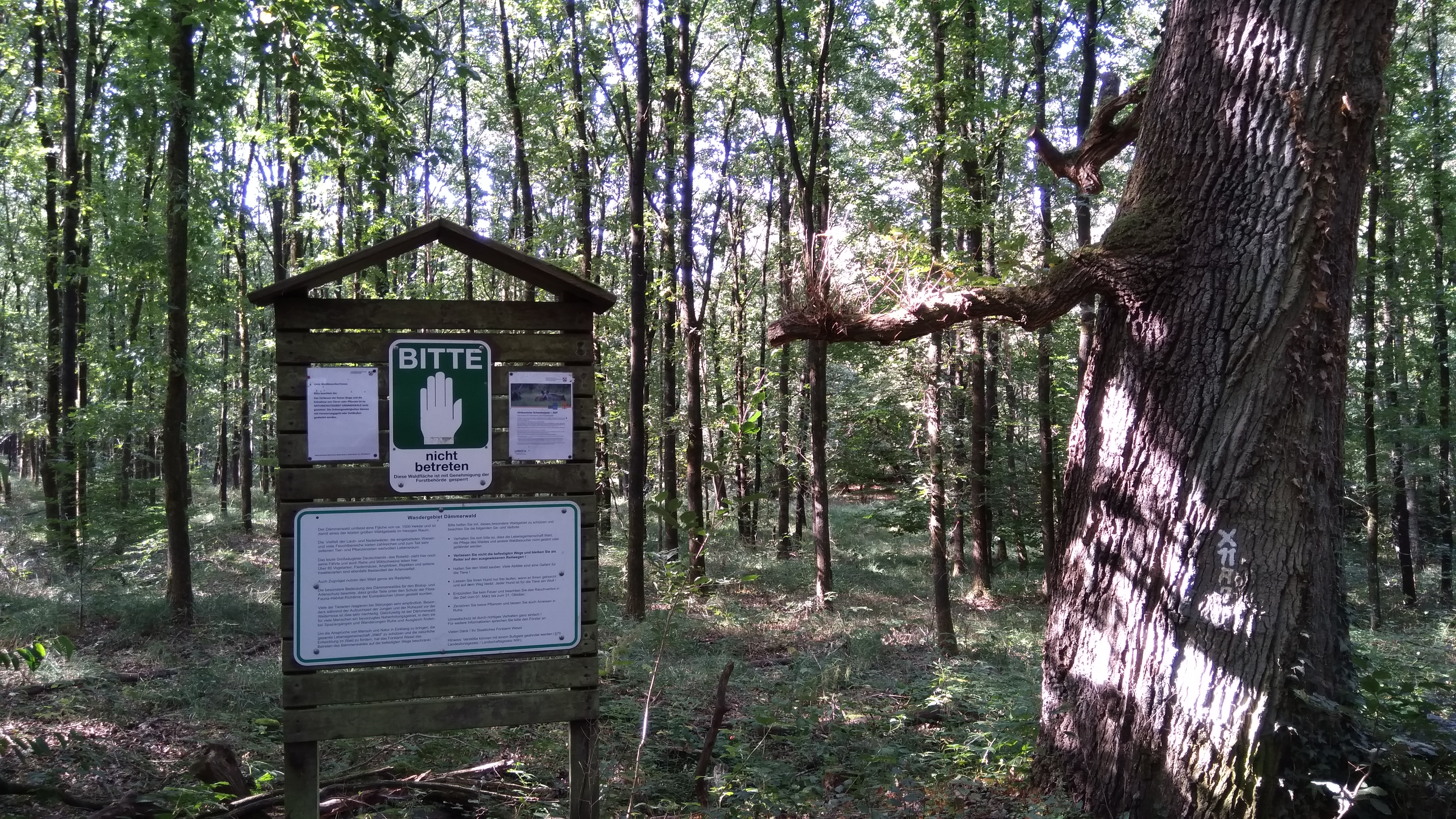
Infotafel im Dämmerwald

Der Dämmerwald ist die allgemeine Bezeichnung für das etwa 1400 Hektar große und zusammenhängende Waldgebiet des Staatsforsts Wesel im Gemeindegebiet von Schermbeck im nordrhein-westfälischen Kreis Wesel.

## Geographische Lage
Der Dämmerwald liegt auf dem Grund der Schermbecker Ortsteile Damm und Dämmerwald. Er befindet sich mitten im Naturpark Hohe Mark und stellt im Osten des Naturraums „Niederrheinische Sandplatten“ gelegen eines der wenigen weitgehend urtümlichen und unzerschnittenen Waldgebiete dar.

## Flora und Fauna

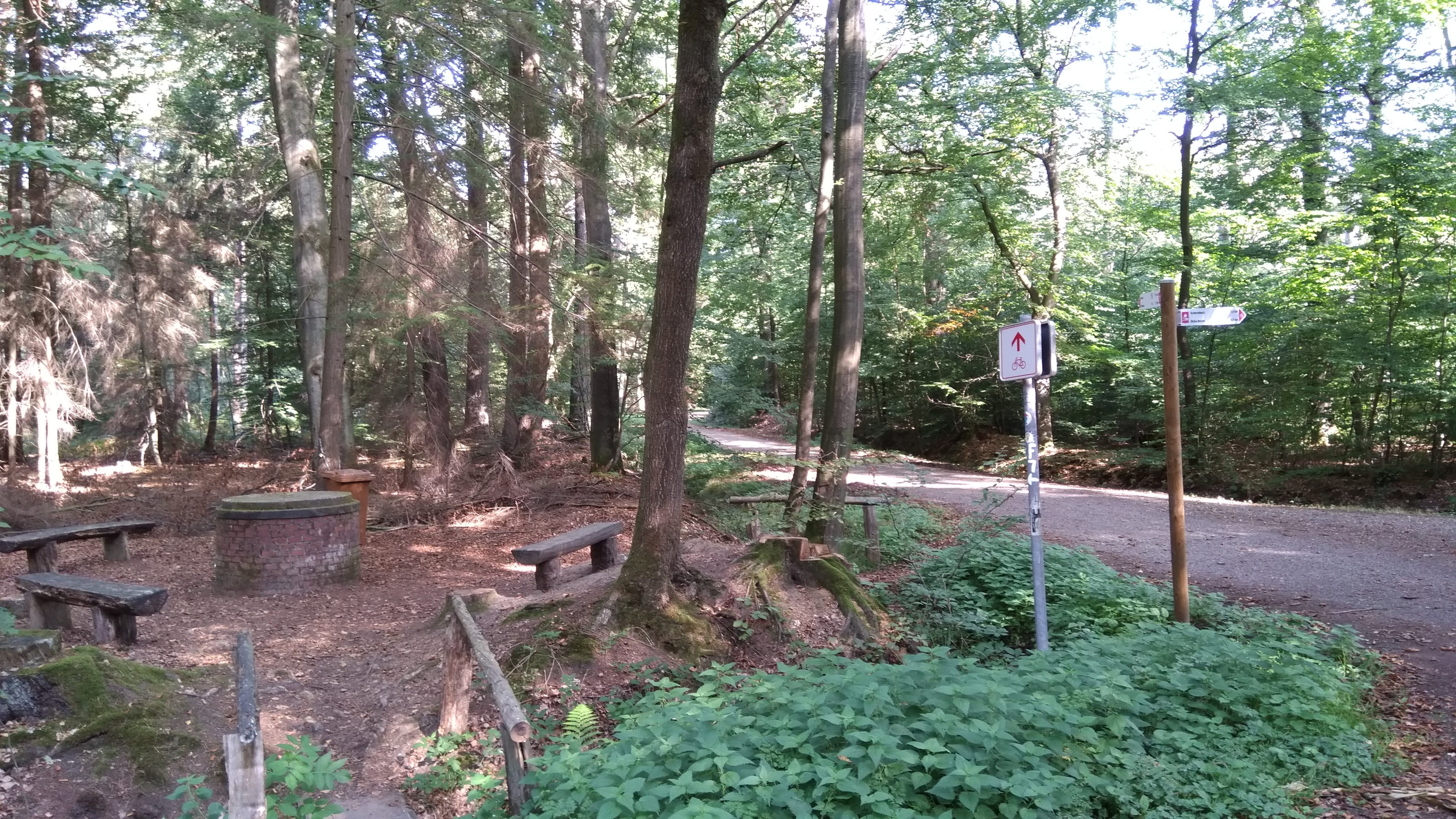
Jakobsbrunnen im Dämmerwald

Im mittleren Gebietsteil weist der Dämmerwald höhere Anteile bodensaurer Eichen- und Buchenwälder auf. Vereinzeltes stehendes Totholz bietet Brutmöglichkeiten insbesondere für Schwarzspechte. Das Unterholz wird von Adlerfarn und Pfeifengras, lokal auch durch Seggen geprägt. Einzelne Bäche innerhalb des Waldgebiets weisen stark mäandrierende Bachläufe auf, welche jedoch zum Teil künstlich vertieft wurden. Insbesondere in den Randzonen des Dämmer Walds wurden auch kleinere Nadelholzwälder, einzelne Grünlandflächen und vereinzelte Erlen- sowie Birkenbestände in das Naturschutzgebiet einbezogen. In dem Waldgebiet gibt es eine große Rothirschpopulation.

## Schutzziele
Im Dämmerwald liegt ein 210 ha großes Natura 2000-Schutzgebiet.
Ein zentrales Schutzziel ist die Umwandlung der Nadelwälder in weitgehend zusammenhängende Laubwälder. Die Laubwälder sollen naturnah bewirtschaftet werden, unter der vermehrten Erhaltung von Alt- und Totholz. Ebenso steht die weitere Entwicklung der bestehenden Laubwälder und die Renaturierung der übermäßig vertieften Bachläufe zentral. Als Arten von gemeinschaftlichem Interesse nach den Fauna-Flora-Habitat- und Vogelschutzrichtlinien finden sich im Naturschutzgebiet insbesondere Nachtigallen, Schwarzspechte, Pirol und Wespenbussarde. Des Weiteren trifft man im Dämmerwald den bedrohten Moorfrosch an.

## Besonderheiten
Der Dämmerwald zählt zu den wichtigsten Naherholungsgebieten des Ruhrgebietes. Er verfügt über ein ausgedehntes Netz an Wanderwegen und über eine Halbmarathonstrecke.

## Umwelt
- Am 3. Oktober 1966 riss die Nord-West Oelleitung und tausende Liter Mineral-Öl flossen in den Wald. Nach tagelangem Einsatz konnte das Öl von der Lippe ferngehalten werden.[1]